# Vila Tereza (Žižkov)
Vila Tereza je novorenesanční stavba, která byla postavena ve 40. letech 19. století, na rohu ulic Italské a Vozové, na pražském Žižkově. Představuje hodnotný doklad historické zástavby na rozhraní Žižkova, v bývalé Rajské zahradě.

## Historie
Jednopodlažní budovu s nárožní věží, stojící uprostřed zahrady, nechal postavit v tehdy ještě samostatné obci Královské Vinohrady civilní geometr Jan Holejšovský v roce 1873. Samotnou stavbu provedl pražský stavitel Josef Vevera. Již v roce 1874 Holejšovský nemovitost prodal, a poté budova často měnila majitele.
V roce 1885 vilu koupil Ing. Daniel Märky, (spolumajitel firmy „Märky, Bromovský & Schulz“) a pojmenoval jí po své druhé manželce (Therese Appolonia). Podle plánů předchozího majitele, stavitele Troníčka, provedl přestavbu v pseudorenesančním slohu, dále nechal přistavět domek vrátného, starší hospodářskou budovu rozšířil o skleník a prádelnu, a o zahradní domek (který se nedochoval). V zahradě zřídil také fontánu s kovovou alegorickou plastikou (Bohyně Tyché), další u hlavního vchodu. Přestavba byla dokončena v srpnu 1886.
Poté, co v roce 1897 zřídilo Švýcarsko v Praze konzulát, byl Märky jmenován prvním konzulem, a až do své smrti (v roce 1903) ve vile úřadoval. Märky ještě během svého života převedl nemovitost na své dvě děti.
Další švýcarský konzul v Praze, Emanuel Hess, přestěhoval v roce 1904 konzulát na Královské Vinohrady, do Škrétovy ulice.
Od roku 1922 ve vile sídlilo sovětské obchodní zastoupení, které bylo v té době nejvyšším oficiálním úřadem sovětského Ruska v Československu. V období první republiky byl jeho obchodním přidělencem např. diplomat Vladimir Alexandrovič Antonov Ovsejenko, později (v roce 1938) na příkaz Stalina popraven. V době, když v ní sídlilo vyslanectví, navštěvovali vilu především levicově zaměření avantgardní umělci a sympatizanti sovětského režimu, např. Vítězslav Nezval, Marie Pujmanová, František Kubka, Jiří Weil, Julius Fučík, Vladislav Vančura a jiní.
| „                              | Na rozhraní Vinohrad a Žižkova stojí empírová vila Tereza, pohostinné sovětské vyslanectví. | “ |
| — Marie Pujmanová: Hra s ohněm |                                                                                             |   |

Laco Novomeský věnoval Vile Tereze sbírku básní.

## Popis
Na domě, který má značnou historickou a uměleckou hodnotu, je umístěna pamětní deska s dvojjazyčným textem: "Zde ve vile Tereze sídlilo od roku 1922 první sovětské oficiální zastupitelství v Československu".
Vila byla před rokem 1988 prohlášena národní kulturní památkou, v roce 1991 byla ochrana změněna a budova, spolu s vrátnicí, ohradní zdí a plastikou, je chráněna jako kulturní památka České republiky.
Budova dnes náleží Diplomatické službě ČR, ta nemovitost pronajímá zejména zastupitelským úřadům, případně i zastoupením mezinárodních organizací a integračních seskupení a slouží k reprezentaci jednotlivých států, k zajištění významných mezinárodních návštěv a k dalším aktivitám, spojeným s jejich činností.